# Хроніки Хуаду: Лезо троянди

Хроніки Хуаду: Лезо троянди (англ. Huadu Chronicles: Blade of Rose) — гонконгський фільм, режисера Патріка Ленга. Фільм вийшов на екрани в 2004 році.

## Сюжет
На міфічній землі Хуаду править жорстока імператриця, і чоловіки тут знаходяться під владою жінок. Але імператриця і її головний євнух живуть в жаху перед пророцтвом, яке свідчить, що з'явиться хлопчик, який покладе її владицтву. Щоб забезпечити свій трон, вона наказує своїм воїнам вбивати кожну дитину, схожу по опису на хлопчика з пророцтва. Чар — скромний хлопчик, який народжений бути імператором. Разом з своїм братом він пускається в неймовірну епічну подорож. В дорозі їх супроводжують жінки-воячки і допомагають чарівний камінь і карта. А незабаром до друзів приєднується і неперевершений фехтувальник генерал Лоун, який допоможе відкрити їм доступ до містичних скарбів і битися з Повелителем Броні.